# Arnaud Chéritat
Arnaud Chéritat (né le 7 juin 1975) est un mathématicien français qui est directeur de recherche à l'Institut de mathématiques de Toulouse. Ses recherches concernent la dynamique complexe et la forme des ensembles de Julia.

## Biographie
Chéritat est ancien élève de l'École normale supérieure (Paris), où il est reçu major en 1995. Il obtient une licence en mathématiques en 1995 à l'École normale supérieure, un diplôme d'études approfondies en mathématiques pures en 1996 à l'université Paris-Sud et une maîtrise en mathématiques pures et appliquées et en informatique en 1998 à l'École normale supérieure. Il passe l'agrégation de mathématiques en 1998.
Il soutient sa thèse de doctorat en 2001 à l'université de Paris-Sud, sous la direction d'Adrien Douady (intitulé de sa thèse : Recherche d'ensembles de Julia de mesure de Lebesgue positive), et son habilitation en 2008 à l'université de Toulouse. Il est ensuite maître de conférences à l'université de Toulouse de 2002 à 2007, date à laquelle il rejoint l'Institut de mathématiques de Toulouse. Il est directeur de recherches à l'Institut de mathématiques de Toulouse.

## Prix et distinctions
En 2006, Chéritat est lauréat du prix Leconte de l'Académie des sciences. Il a été conférencier invité au Congrès international des mathématiciens en 2010 à Hyderabad. En 2013, il est devenu l'un fellows inauguraux de l'American Mathematical Society.

## Publications (sélection)
- Arnaud Chéritat, « Le collier d'Antoine : monstre ou bijou ? », Images des Mathématiques, CNRS,‎ 2009 (lire en ligne, consulté le 17 janvier 2020).
- (en) Artur Ávila, Xavier Buff et Arnaud Chéritat, « Siegel disks with smooth boundaries », Acta Mathematica, vol. 193, no 1,‎ 2004, p. 1–30 (DOI 10.1007/BF02392549)
- (en) Xavier Buff et Arnaud Chéritat, « Upper bound for the size of quadratic Siegel disks », Inventiones Mathematicae, vol. 156, no 1,‎ 2004, p. 1–24 (DOI 10.1007/s00222-003-0331-6, Bibcode 2004InMat.156....1B)
- (en) Xavier Buff et Arnaud Chéritat, « The Brjuno function continuously estimates the size of quadratic Siegel disks », Annals of Mathematics, vol. 164, no 1,‎ 2006, p. 265–312 (DOI 10.4007/annals.2006.164.265, JSTOR 20159990, arXiv math/0401044)
- (en) Davoud Cheraghi et Arnaud Chéritat, « A proof of the Marmi-Moussa-Yoccoz conjecture for rotation numbers of high type », Inventiones Mathematicae 2015, vol. 202, no 2,‎ 2015, p. 677-742 (DOI 10.1007/s00222-014-0576-2, zbMATH 1337.37034, arXiv 1210.5384).